# Колесницы (Нижегородская область)
Колесни́цы — деревня в Богородском районе Нижегородской области. Входит в состав Алёшковского сельсовета.

## Общая физико-географическая характеристика
Географическое положение
По автомобильным дорогам расстояние до областного центра города Нижний Новгород составляет 49 км, до районного центра города Богородск — 13 км. Абсолютная высота 125 метров над уровнем моря.
Часовой пояс
Колесницы, как и вся Нижегородская область, находится в часовой зоне МСК (московское время). Смещение применяемого времени относительно UTC составляет +3:00.

## Население
| 1999 | 2002 | 2010 |
| ---- | ---- | ---- |
| 0    | →0   | →0   |